# Campeonato Mundial de Atletismo Sub-20 de 2018 - Salto com vara masculino
A prova do salto com vara masculino do Campeonato Mundial de Atletismo Sub-20 de 2018 ocorreu entre os dias 11 e 14 de julho no Estádio de Tampere em Tampere, na Finlândia. 

## Recordes
Antes desta competição, os recordes mundiais e do campeonato nesta prova eram os seguintes:
|     | Nome                | Nacionalidade | Altura | Local       | Data                 |
| --- | ------------------- | ------------- | ------ | ----------- | -------------------- |
| WJR | Armand Duplantis    | Suécia        | 5.93 m | Baton Rouge | 5 de maio de 2018    |
| CR  | Germán Chiaraviglio | Argentina     | 5.71 m | Pequim      | 19 de agosto de 2006 |
| WJL | Armand Duplantis    | Suécia        | 5.93 m | Baton Rouge | 5 de maio de 2018    |

Os seguintes recordes mundiais ou do campeonato foram estabelecidos durante esta competição: 
| Data        | Evento | Nome             | Nacionalidade | Altura | Notas                 |
| ----------- | ------ | ---------------- | ------------- | ------ | --------------------- |
| 14 de julho | Final  | Armand Duplantis | Suécia        | 5.82 m | Recorde do campeonato |

## Medalhistas
| Ouro                   | Prata                  | Bronze             |
| Armand Duplantis (SWE) | Zachery Bradford (USA) | Masaki Ejima (JPN) |

## Cronograma
Todos os horários são locais (UTC+2).
| Data        | Hora  | Evento       |
| ----------- | ----- | ------------ |
| 11 de julho | 17:00 | Qualificação |
| 14 de julho | 13:50 | Final        |

## Resultados

### Qualificação
Qualificação: 5,35 m (Q) ou pelo menos melhor 12 qualificado (q) 
| Posição | Grupo | Atleta                 | Nacionalidade  | 4.80 | 4.95 | 5.10 | 5.20 | 5.30 | Resultado | Notas           |
| ------- | ----- | ---------------------- | -------------- | ---- | ---- | ---- | ---- | ---- | --------- | --------------- |
| 1       | A     | Armand Duplantis       | Suécia         | –    | –    | –    | –    | o    | 5.30      | q               |
| 2       | B     | Sondre Guttormsen      | Noruega        | –    | –    | o    | o    |      | 5.20      | q               |
| 2       | A     | Zachery Bradford       | Estados Unidos | –    | –    | –    | o    |      | 5.20      | q               |
| 4       | B     | Shunto Ozaki           | Japão          | xo   | o    | xxo  | o    |      | 5.20      | q,              |
| 5       | B     | Bo Kanda Lita Baehre   | Alemanha       | –    | –    | o    | xo   |      | 5.20      | q               |
| 5       | A     | Ethan Cormont          | França         | –    | o    | o    | xo   |      | 5.20      | q               |
| 5       | A     | Masaki Ejima           | Japão          | –    | –    | –    | xo   |      | 5.20      | q               |
| 8       | B     | Cole Riddle            | Estados Unidos | –    | –    | xxo  | xo   |      | 5.20      | q               |
| 8       | B     | Thibaut Collet         | França         | –    | –    | xxo  | xo   |      | 5.20      | q               |
| 10      | A     | Valco van Wyk          | África do Sul  | o    | xxo  | xxo  | xxo  |      | 5.20      | q               |
| 11      | B     | Illya Kravchenko       | Ucrânia        | –    | o    | o    | xxx  |      | 5.10      | q               |
| 11      | A     | José Antonio Maldonado | Espanha        | o    | o    | o    | xxx  |      | 5.10      | q               |
| 13      | B     | Ersu Şaşma             | Turquia        | –    | o    | xo   | xxx  |      | 5.10      |                 |
| 13      | A     | Riccardo Klotz         | Áustria        | –    | o    | xo   | xxx  |      | 5.10      |                 |
| 13      | A     | Taras Shevtsov         | Ucrânia        | o    | o    | xo   | xxx  |      | 5.10      | Recorde pessoal |
| 16      | B     | Santtu Koskiaho        | Finlândia      | xo   | xo   | xo   | xxx  |      | 5.10      | Recorde pessoal |
| 17      | A     | Matteo Madrassi        | Itália         | xxo  | xo   | xxo  | xxx  |      | 5.10      | Recorde pessoal |
| 18      | B     | Andrea Marin           | Itália         | o    | xxx  |      |      |      | 4.80      |                 |
| 18      | A     | Pablo Zaffaroni        | Argentina      | o    | xxx  |      |      |      | 4.80      |                 |
| 20      | B     | Csanád Simonváros      | Hungria        | xo   | xxx  |      |      |      | 4.80      |                 |
| 20      | B     | Javier Fernández       | Espanha        | xo   | xxx  |      |      |      | 4.80      |                 |
| 22      | A     | Maxim Goldovsky        | Israel         | xxx  |      |      |      |      | NM        |                 |

### Final
A prova final foi realizada no dia 14 de julho às 13:50. 
| Posição           | Atleta                 | Nacionalidade  | 4.85 | 5.05 | 5.20 | 5.30 | 5.40 | 5.45 | 5.50 | 5.55 | 5.60 | 5.82 | 6.01 | Resultado | Notas                 |
| ----------------- | ---------------------- | -------------- | ---- | ---- | ---- | ---- | ---- | ---- | ---- | ---- | ---- | ---- | ---- | --------- | --------------------- |
| Medalha de ouro   | Armand Duplantis       | Suécia         | –    | –    | –    | –    | –    | –    | o    | –    | o    | o    | xxx  | 5.82      | Recorde do campeonato |
| Medalha de prata  | Zachery Bradford       | Estados Unidos | –    | –    | o    | o    | o    | –    | o    | xxo  | xxx  |      |      | 5.55      | Recorde pessoal       |
| Medalha de bronze | Masaki Ejima           | Japão          | –    | –    | o    | –    | xxo  | –    | o    | xxo  | xxx  |      |      | 5.55      | Recorde da temporada  |
| 4                 | Bo Kanda Lita Baehre   | Alemanha       | –    | –    | –    | o    | o    | –    | o    | –    | xxx  |      |      | 5.50      |                       |
| 5                 | Thibaut Collet         | França         | –    | –    | o    | –    | o    | –    | x-   | xx   |      |      |      | 5.40      |                       |
| 6                 | Sondre Guttormsen      | Noruega        | –    | –    | o    | –    | xo   | –    | x-   | x-   | x    |      |      | 5.40      |                       |
| 7                 | Cole Riddle            | Estados Unidos | –    | –    | xo   | xo   | xxx  |      |      |      |      |      |      | 5.30      |                       |
| 8                 | Ethan Cormont          | França         | –    | xxo  | xo   | xo   | xxx  |      |      |      |      |      |      | 5.30      | Recorde pessoal       |
| 9                 | Valco van Wyk          | África do Sul  | o    | xo   | xxo  | xo   | xxx  |      |      |      |      |      |      | 5.30      |                       |
| 10                | Shunto Ozaki           | Japão          | o    | xo   | xo   | xxx  |      |      |      |      |      |      |      | 5.20      | Recorde pessoal       |
| 11                | Illya Kravchenko       | Ucrânia        | –    | o    | xxx  |      |      |      |      |      |      |      |      | 5.05      |                       |
| 12                | José Antonio Maldonado | Espanha        | xo   | o    | xxx  |      |      |      |      |      |      |      |      | 5.05      |                       |

Legenda
| Recorde mundial       | Recorde mundial (World record)               |                       | Recorde africano                      | Recorde africano (African) |                                           | Q | Classificado por posição (Qualified) |
| Recorde do campeonato | Recorde do campeonato (Championship record)  | Recorde da América    | Recorde da América (Americas)         | q                          | Classificado por melhor tempo (Qualified) |   |                                      |
| Melhor marca do ano   | Melhor marca do ano (World leading)          | Recorde asiático      | Recorde asiático (Asian)              | DNS                        | Não largou (Did not start)                |   |                                      |
| Recorde nacional      | Recorde nacional (National record)           | Recorde europeu       | Recorde europeu (European)            | DNF                        | Não terminou (Did not finish)             |   |                                      |
| Recorde pessoal       | Recorde pessoal do atleta (Personal best)    | Recorde da Oceania    | Recorde da Oceania (Oceania)          | DSQ / DQ                   | Desclassificado (Disqualified)            |   |                                      |
| Recorde da temporada  | Recorde da temporada do atleta (Season best) | Recorde sul-americano | Recorde sul-americano (South America) | NM                         | Sem marca (No mark)                       |   |                                      |